# Alte Post (Fischbach)

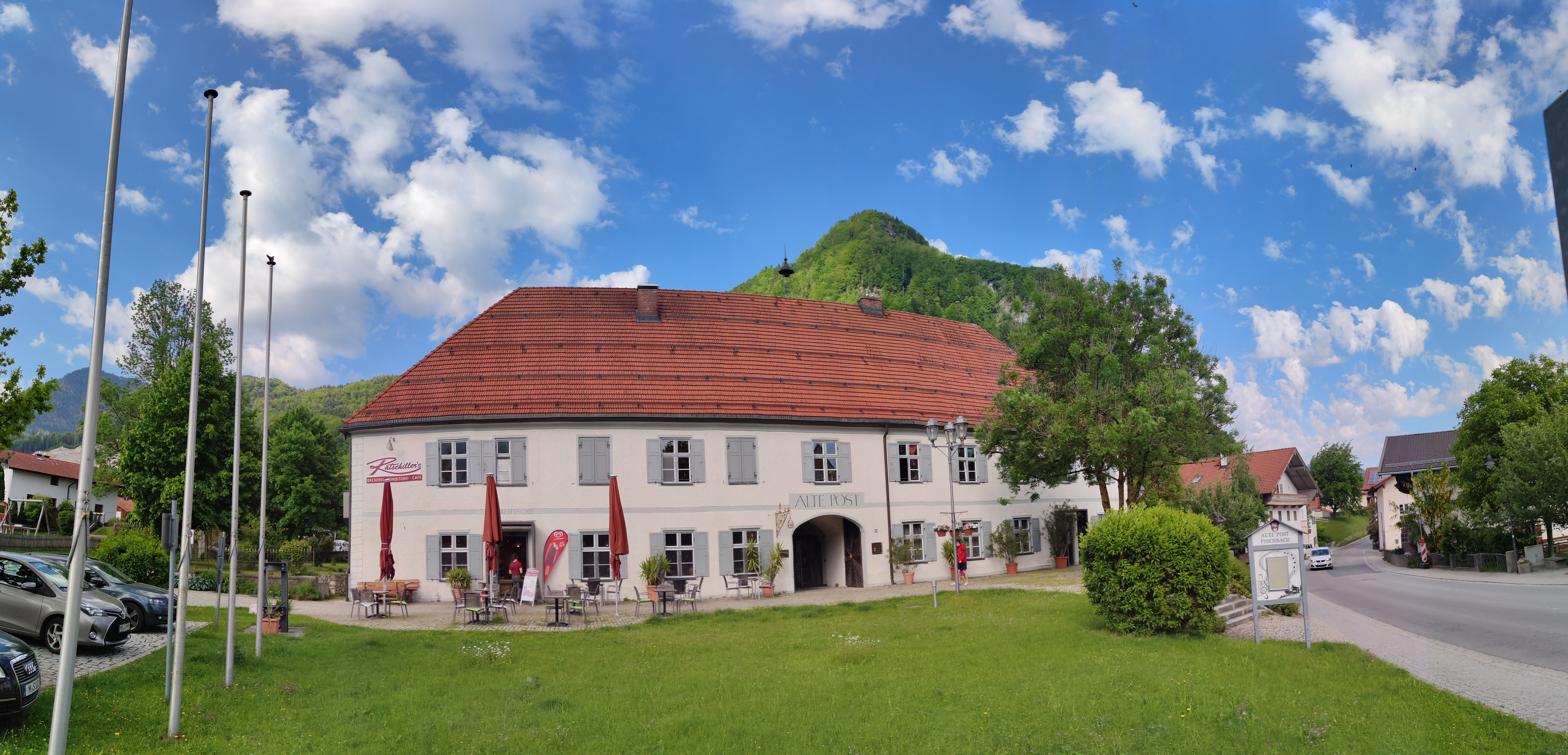
Alte Post in Fischbach

Die Alte Post an der Kufsteiner Straße in Fischbach am Inn, einem Ortsteil von Flintsbach am Inn im oberbayerischen Landkreis Rosenheim, ist eines von drei Posthaltereigebäuden der 1776 durch Karl Anselm von Thurn und Taxis eingerichteten Postverbindung zwischen München und Innsbruck. Funktionsgleiche Posten waren in Peiß und Aibling angesiedelt.
Das Gebäude wurde in den Jahren 1802/03 unter dem örtlichen Posthalter Johann Evangelist Linmayer (* 27. Dezember 1758 in Harpfing bei Schnaitsee) in Form eines stattlichen Vierseitbaus errichtet, nachdem ein Vorgängergebäude am 21. März 1802 gemeinsam mit fast allen anderen Gebäuden des Orts einem Brand zum Opfer gefallen war. Der neue Gasthof galt als bedeutende Wegstation im Inntal und beherbergte 1822 Zar Alexander von Russland und 1839 den bayerischen König Ludwig I. Nach Linmayers Tod im Jahr 1843 zählten zu den folgenden Gebäudeeigentümern der ehemalige Landtagsabgeordnete Franz Xaver Lehmayer, der Erbauer der Wendelsteinbahn Otto von Steinbeis und der Münchner Architekt Wolfgang Haid sowie ab 1971 schließlich die Gemeinde Flintsbach.
In den Jahren 1982 bis 1985 nahm die Gemeinde eine bestandssichernde Außensanierung vor und richtete im Gebäude Räumlichkeiten für die örtliche Feuerwehr ein. Ab 1990 wurde ein Verkauf des Gebäudes angestrebt, da eine grundlegende Sanierung durch die Kommune finanziell nicht durchführbar schien. Im Jahr 2002 war nur noch eine der Wohnungen vermietet, der Bauzustand schloss eine weitere Nutzung aus. Die Gemeinde entschied sich nun doch zu einer umfassenden Wiederherstellung, deren Kosten auf rund drei Millionen Euro geschätzt wurden. Ab 2003 wurden in der Alten Post zehn Wohnungen mit einer Gesamtfläche von 450 Quadratmetern, ein Gemeindesaal, Büroräume, ein Schützenstand, ein Bäckereiverkaufsladen und ein integriertes Feuerwehrhaus geschaffen. Durch Unterstützung aus der Bürgerschaft blieben die Umbaukosten rund 600.000 Euro unter der Schätzung, zusätzlich wurden von verschiedenen staatlichen Stellen Zuschüsse von rund 500.000 Euro geleistet.
Das Gebäude ist unter Aktennummer D-1-87-131-25 als Baudenkmal in der Bayerischen Denkmalliste aufgeführt.